# Jacob van den Eynde
Jacob van den Eynde (* ca. 1515; † ca. 1570 in Vilvoorde) war ein niederländischer Staatsmann.

## Biografisches
Jacob van den Eynde war Ratsherr und Pensionär der Stadt Delft, als er im Jahre 1560 zum letzten Landesadvokat (frühere Form des Ratspensionärs) der Grafschaft Holland bestellt wurde.
Im Jahre 1568 wurde er der Ketzerei beschuldigt, und durch den holländischen Statthalter Maximilien de Hénin-Liétard gefangen genommen. Van den Eynde wurde nach Brüssel in das Gefängnis „Treurenberg“ (Vilvoorde) gebracht. Hier erwartete er seinen Prozess. Im Jahre 1570 verstarb Jacob van den Eynde in Erwartung diesem und wurde eineinhalb Jahre später vom Blutrat ("Raad van Beroerten") posthum für unschuldig befunden. Die durch diesen konfiszierten Güter wurden an seine Familie zurückgegeben.

## Wappen
In blauw drie eendjes van zilver ("In blau drei silberne Enten").